# Большие Атмени (Красночетайский район)
Больши́е Атме́ни (чув. Мăн Этмен) — деревня в Красночетайском районе Чувашской Республики. Административный центр Большеатменского сельского поселения.

## География
Находится в северо-западной части Чувашии, на расстоянии приблизительно 4 км на север по прямой от районного центра села Красные Четаи.

## История
Известна с 1859 года, когда здесь было учтено 22 двора и 177 жителей. В 1897 году было учтено 52 двора и 312 жителей, в 1926 — 81 двор и 417 жителей, в 1939—331 житель, в 1979—287. В 2002 году было 109 дворов, в 2010 — 88 домохозяйств. В 1929 году был образован колхоз «Мотор».

## Население
Постоянное население составляло 281 человек (чуваши 98 %) в 2002 году, 242 в 2010.